# Anna Lapoesjtsjenkova
Anna Aleksandrovna Lapoesjtsjenkova (Russisch: Анна Александровна Лапущенкова) (Moskou, 24 oktober 1986) is een tennisspeelster uit Rusland. Ze begon op zevenjarige leeftijd met het spelen van tennis. In 2002 speelde ze haar eerste ITF-toernooi.